# La Cala de Mijas

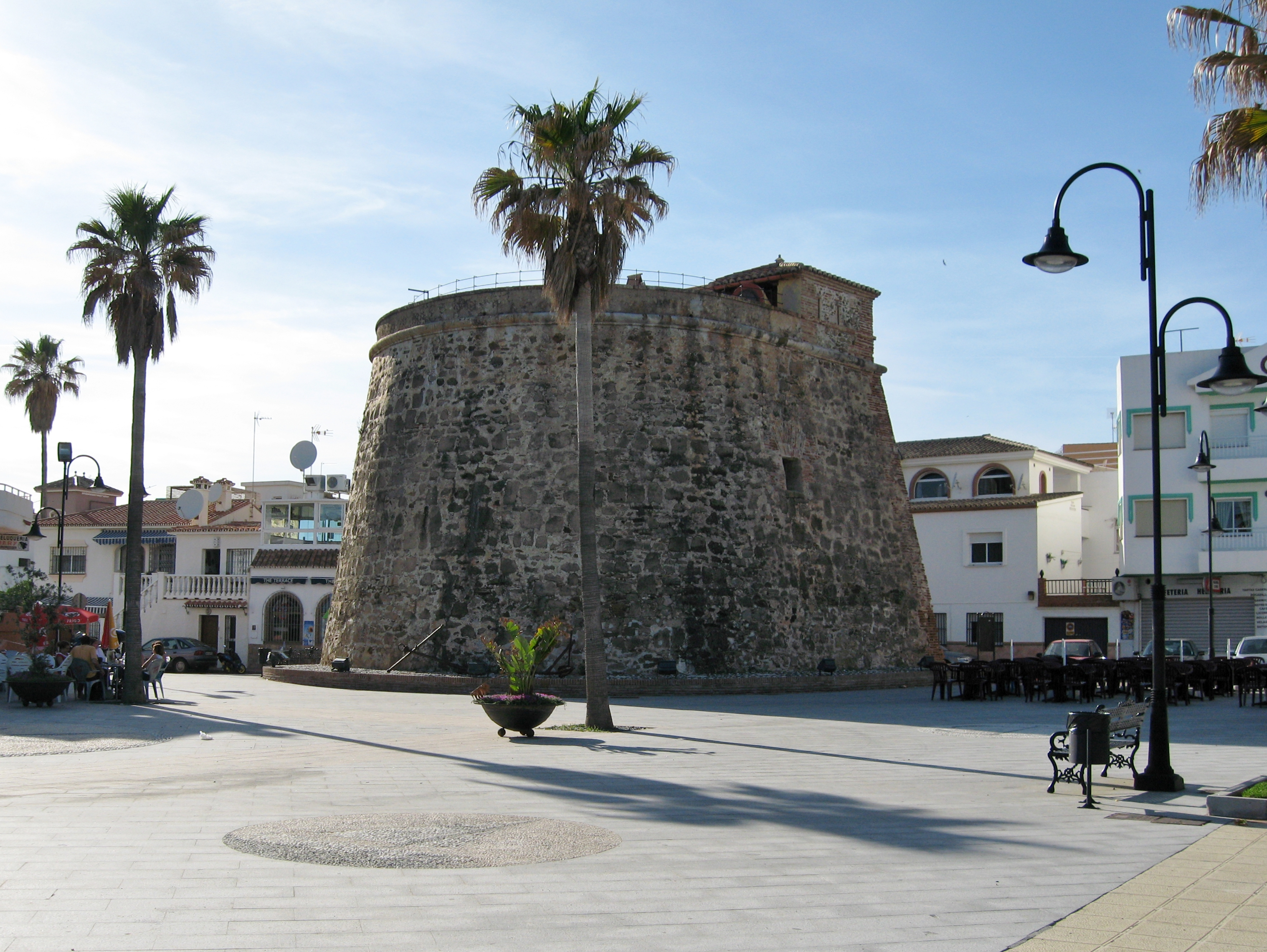
El Torreón de La Cala de Mijas.

La Cala de Mijas es una localidad perteneciente al municipio de Mijas, en la provincia de Málaga, que se encuentra en la comunidad autónoma de Andalucía, al sur de España. La Cala se confunde en ocasiones con Mijas Costa, sin embargo este término también engloba las localidades de Las Lagunas y Calahonda. 
En plena Costa del Sol, La Cala 
Mijas está situada en la zona costera del municipio, salvo algunos roquedales que hay entre los límites de Fuengirola, al este y Marbella, al oeste. La Cala de Mijas es un pequeño núcleo de población de menos de un kilómetro de longitud.
Con una población de más de 4.000 habitantes, la localidad está dedicada al turismo de sol y playa y residencial, si bien cuenta con algunos servicios municipales como centros de salud, colegios, casa de la cultura y biblioteca, que se sitúan en La Cala de Mijas y que, aunque ubicados en dicho municipio, están destinados a todos los residentes de la zona costera del municipio de Mijas.
De importancia ecológica es el fondo marino de la costa de Mijas que alberga una gran biodiversidad en la que coexisten un gran número de especies europeas, africanas, atlánticas y mediterráneas.

## Historia
La Cala de Mijas fue una zona agrícola y pesquera hasta el comienzo del boom turístico en la década de 1960. De su pasado quedan cuatro torres que formaban parte de la línea fortificada a lo largo del litoral mediterráneo andaluz, cuya función defensiva consistía en dar aviso ante la presencia de barcos enemigos para que las guarniciones de Fuengirola, Benalmádena y Marbella, entre otras, acudieran al sitio por donde los piratas bereberes atacaban. Una de Las torres está en la Cala, las demás se sitúan en diversas urbanizaciones de Mijas Costa.
Estas torres son:
- Torre de Calahonda (del siglo XVI), situada en Calahonda.
- Torre Nueva de La Cala del Moral (probablemente la torre más moderna de toda la costa, siglo XIX), situada en la urbanización Torrenueva.
- Torre Batería de La Cala del Moral (siglo XVI), situada en La Cala de Mijas, visitable.
- Torre de Calaburras (construida hacia 1515 en la Punta de Calaburras), situada en la Urbanización El Faro.

## Transporte público

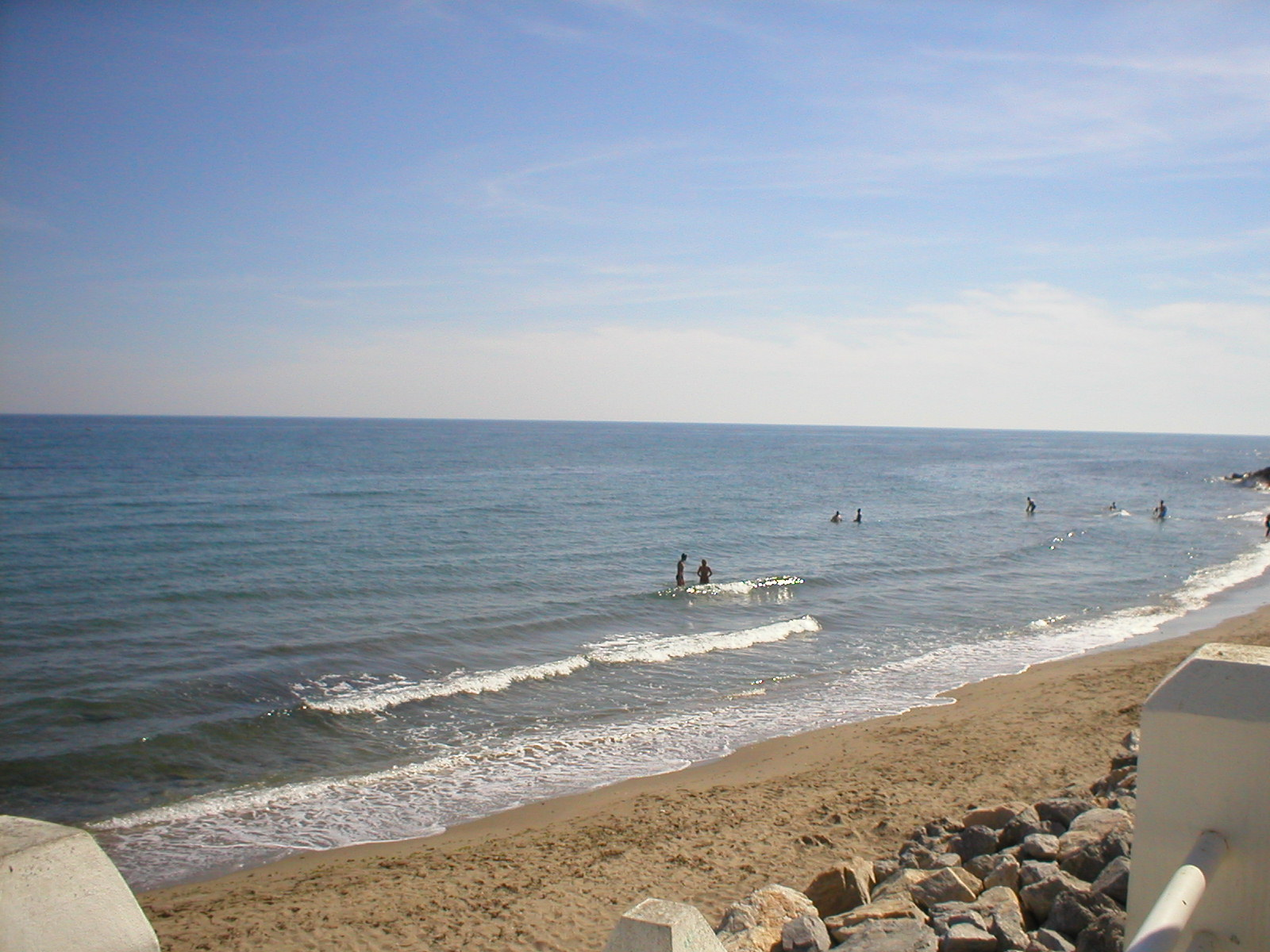
Playa de Calahonda.

Las rutas de autobuses interurbanos del Consorcio de Transporte Metropolitano del Área de Málaga que comunican el núcleo de población pueden consultarse en el siguiente enlace